# 佩拉尔德亚尔兰萨
佩拉尔德亚尔兰萨，是西班牙卡斯蒂利亚-莱昂布尔戈斯省的一个市镇。总面积29平方公里，总人口239人（2001年），人口密度8人/平方公里。